# Гроссы (дворянский род)
Не путать с дворянским родом Гроссе (Герб. Часть XIX. N 105).
Гроссы (Гросы, Грозы) — дворянский род иноземного происхождения.
Показаны выехавшими из Цесарской земли.
При подаче документов (31 декабря 1685) для внесения рода в Бархатную книгу, были предоставлены: сведения переводчика Посольского приказа Леонтия Гросса о своём происхождении и службах, грамота австрийского императора Леопольда I к царю Алексею Михайловичу с просьбой об освобождении пленника Юрия Годфрида Гросса (04 декабря 1668) и царский указ о пожаловании (подданства) Леонтия Гросса (20 ноября 1685).
Род внесён в дворянскую родословную книгу Волынской и Литовско-Виленской губерний.

## История рода
Юрий Грос был рекомендован венским двором на русскую службу (1668). Леонтий Леонтьевич стряпчий (1682—1692), воевода на Белоозере (1697—1699).

## Известные представители
- Грос Леонтий — московский дворянин (1675—1677), переводчик Посольского приказа (1681). Известен его перевод книги: «Учение, как подобает объезжать лошадей».
- Грос Леонтий Леонтьевич — стряпчий (1682—1692)[5][6].
- Гросс Фёдор Иванович (1729—1793) — резидент в Нижнесаксонском округе, посол в Гамбурге (1793).
- Гросс Адам — дворянин, участник национально-освободительного движения в Польше, пианист. Приговорен к 4 годам каторжных работ на Нерчинском заводе (1845), на поселении (с 1851), выступал с концертами, автор ряда песен, переведён в Иркутск (1852), откуда вернулся на родину.